# Erling Mandelmann
Erling Mandelmann (ur. 18 listopada 1935 w Kopenhadze, zm. 14 stycznia 2018) – duński fotograf.

## Kariera
Pracował przez 40 lat jako fotoreporter. Wykonał również ponad 500 zdjęć portretowych takich osób jak Noel Coward, XIV Dalajlama, Nina Hagen, Johnny Hallyday czy Jan Adam II Liechtenstein.

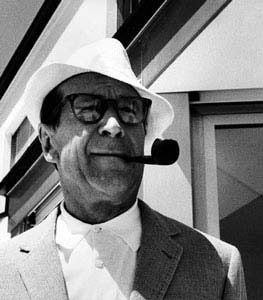
Georges Simenon (1963)
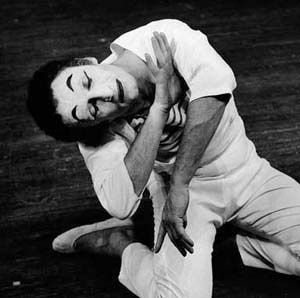
Marcel Marceau (1963)
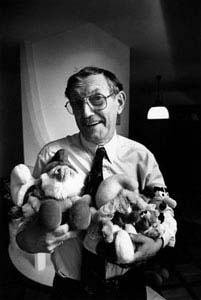
Peyo (1990)
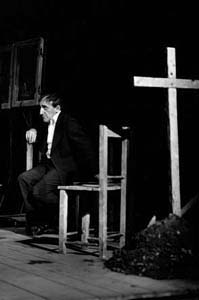
Tadeusz Kantor